# Jinshajiangite
La jinshajiangite è un minerale.